# Ignacio de la Llave
Ignacio de la Llave Segura (Orizaba; 26 de agosto de 1818 - San Felipe Torres Mochas, 23 de junio de 1863) fue un abogado, político y general del ejército mexicano, que se desempeño como gobernador del Estado de Veracruz, en dos ocasiones. En su honor, el estado de Veracruz de Ignacio de la Llave lleva su nombre.

## Primeros años y Educación

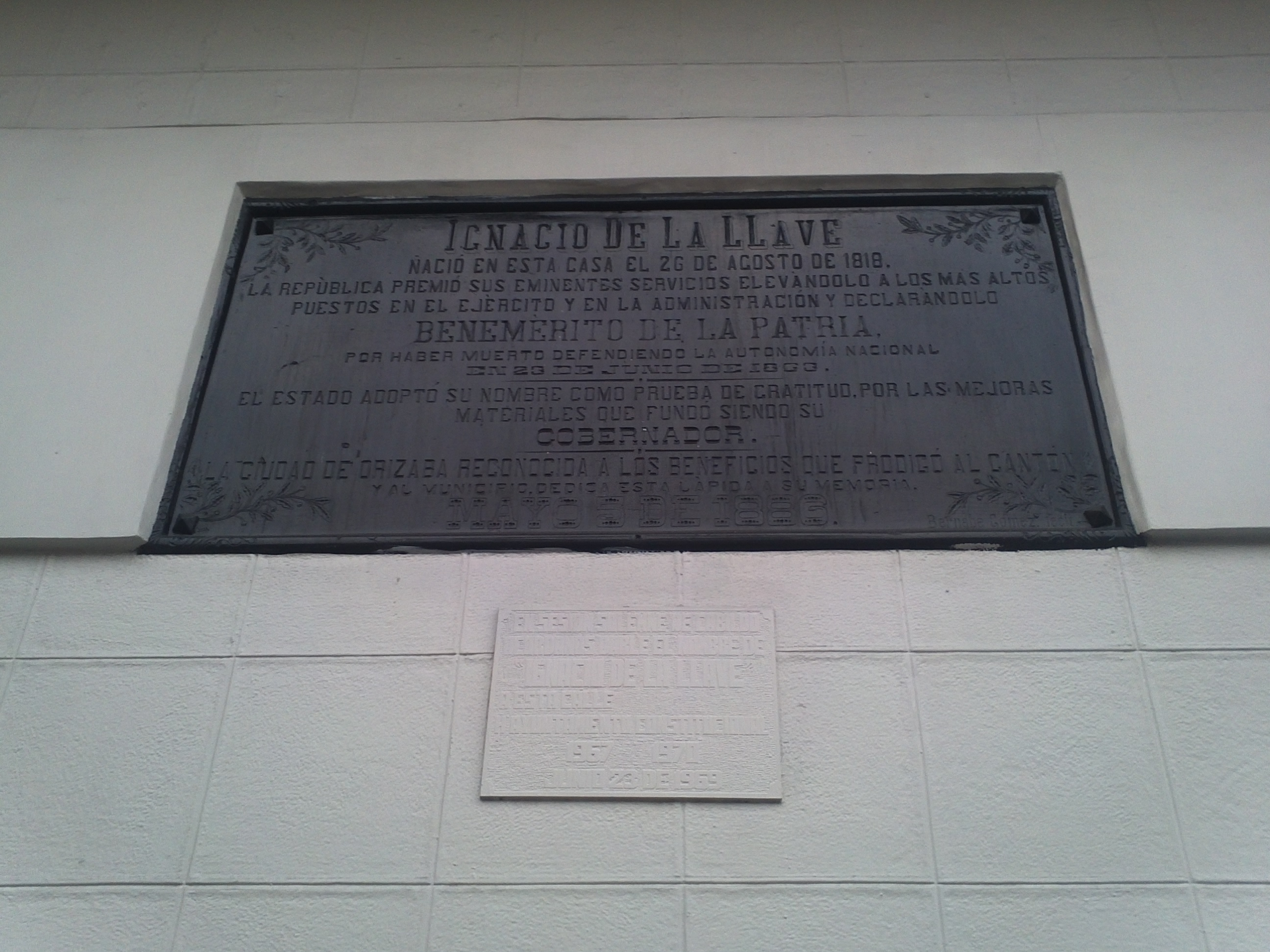
Casa donde nació Ignacio de la Llave en Orizaba, Ver.

Nació en Orizaba, Veracruz el 26 de agosto de 1818. Participó en la guerra mexicano-estadounidense, en la revolución de Ayutla de 1854 contra la dictadura de Antonio López de Santa Anna, en la guerra de Reforma (1860-1863) (contra los Conservadores), y en la Segunda Intervención Francesa contra el Segundo imperio mexicano de Maximiliano I de México.
Era hijo de una antigua familia española cuyo origen se remonta hasta el siglo XV. (El Dr. Pablo de La Llave fue tío suyo.) Sus primeros estudios los realizó en su tierra natal y a los 12 años ingresó en el Colegio Nacional de Orizaba. Posteriormente, se trasladó a la Ciudad de México para realizar estudios de jurisprudencia, los cuales finalizó con mucho éxito en 1841 a los 23 años. De regreso a Orizaba fue designado Juez del lugar y comenzó a participar en la vida política del país poniendo de relieve sus inclinaciones liberales.

## Carrera militar
En 1844, secundó el pronunciamiento iniciado por Mariano Paredes Arrillaga contra la administración santanista e ingresó al ejército incorporándose como voluntario en la Guardia Nacional de Orizaba con el grado de Subteniente. En 1846 fue ascendido a Capitán por el Gobernador Juan Soto y en ese mismo año ocupó la Diputación local por su Distrito.
Combatió a los invasores norteamericanos organizando una fuerza con la que se trasladó al puerto de Veracruz para contribuir en su defensa. Allí conoció y entabló relaciones con Manuel Gutiérrez Zamora, después de las batallas de Veracruz y Cerro Gordo, acompañó al Gobernador Juan Soto en su retirada hacia Huatusco y Misantla.
Al finalizar la guerra de 1847, regresó de nuevo a Orizaba, desempeñándose como Juez de Letras durante varios años. En 1852 sus partidarios lo presionaron para que actuara como diputado federal en la Ciudad de México y simultáneamente fue ascendido al rango de Coronel de la Guardia Nacional.
Sus diferencias con Antonio López de Santa Anna le provocaron la orden de destierro a Yucatán, pero al estar siendo conducido hacia dicha localidad logró fugarse. A partir de entonces se hizo revolucionario refugiándose en las sierras de Atoyac y Chiquihuite para combatir a las fuerzas santanistas, situación en la que se hallaba cuando estalló la Revolución de Ayutla el 1.º de marzo de 1854.
Ignacio de la Llave secundó el movimiento del Sur y fue reconocido por Juan N. Álvarez como Jefe del mismo en el Estado. Al terminar la lucha, el 30 de agosto de 1855 tomó posesión como Jefe Político restaurador de la Libertad del Departamento de Veracruz y se mantuvo en dicho cargo hasta el 2 de noviembre del mismo año, en que fue sucedido por Juan Soto, mientras él se dirigía a combatir la revuelta de Zacapoaxtla.

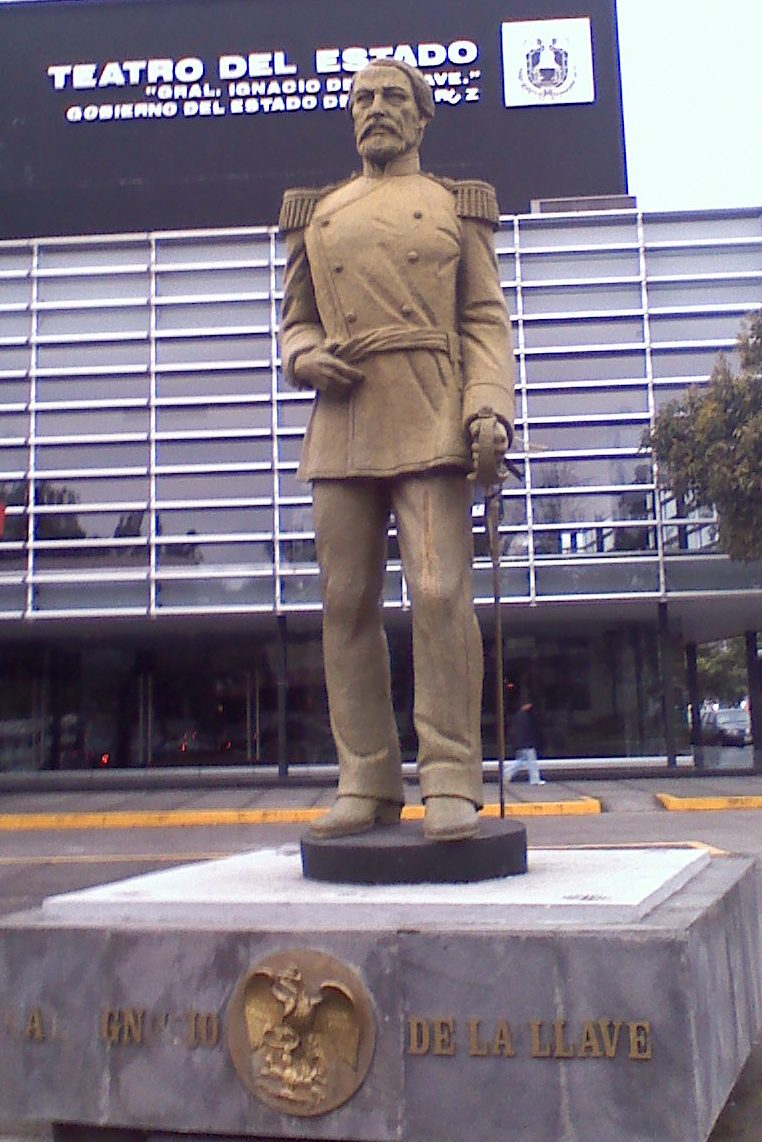
Monumento del general Ignacio de la Llave en Xalapa.

En 1856, Ignacio Comonfort lo designó Ministro de Gobernación; en junio de ese año, presentó su renuncia al cargo y posteriormente fue nombrado ministro de la Suprema Corte de Justicia de la Nación.
Ignacio de la Llave se opuso al pronunciamiento de Veracruz a favor del Plan de Tacubaya y fue elegido Jefe de las Fuerzas de Veracruz. Más adelante se le nombró Jefe de la División de Oriente y actuó como Ministro de Guerra en el gabinete juarista refugiado en el puerto de Veracruz durante la guerra de Reforma de 1858 a 1860.
A la muerte del Gobernador Constitucional Manuel Gutiérrez Zamora el 21 de marzo de 1861, ocupó la gubernatura provisionalmente y en junio del mismo año después de celebradas nuevas elecciones, resultó elegido Gobernador Constitucional del Estado, momentos en los cuales se iniciaba la intervención francesa.
En enero de 1862 expidió un decreto declarando el estado de sitio en Veracruz y después de quedar disueltos los tres poderes, quedó al frente de la situación política de la entidad con el carácter de comandante general.

### Muerte
Participó en el sitio de Puebla en el mes de abril de 1862, así como en la batalla del 5 de mayo, y en la Batalla del Cerro del Borrego; a la caída de la plaza poblana fue hecho prisionero y enviado junto con otros defensores a Orizaba. Allí, auxiliado por sus paisanos veracruzanos, se fugó junto con los Generales González Ortega y José María Patoni con quienes intentó dar alcance a Benito Juárez y a su gabinete en San Luis Potosí.
En el transcurso de esta marcha fue herido por los miembros de la escolta que se suponía debía protegerlo, tras haberse percatado de las 500 onzas de oro (14 kg), equivalentes a 648 monedas de 8 Escudos de oro, que transportaban. Fue trasladado a San Felipe, de ahí a San Bartolo y posteriormente a la Hacienda del Jaral, en Guanajuato, lugar donde encontró la muerte el 23 de junio de 1863.